# Analytisk funktion
Analytiska funktioner (även komplexanalytiska funktioner eller holomorfa funktioner) studeras i den del av matematiken som kallas komplex analys. 
En komplexvärd funktion f av en komplex variabel z är analytisk i punkten z0 om dess komplexa derivata
{\displaystyle f'(z)=\lim _{h\to 0}{\frac {f(z+h)-f(z)}{h}}}
existerar för alla z i en omgivning av z0, där h är ett komplext tal. Detta kan tyckas vara en obetydlig förändring jämfört med definitionen på reellvärd derivata, men innebär en mycket annorlunda teori jämfört med reell analys. Den är analytisk i ett område Ω i det komplexa talplanet om den är analytisk i varje punkt z i Ω. En funktion som är analytisk i hela det komplexa talplanet kallas hel funktion.:252-256
Exempel på hela funktioner är
- polynomfunktioner
- {\displaystyle \ f(z)=\mathrm {e} ^{z}}
- {\displaystyle \ f(z)=\sin(z)}

Exempel på kontinuerliga funktioner som inte är analytiska i någon punkt är
- {\displaystyle f(z)=\left|z\right|} (absolutbeloppet av z).
- {\displaystyle f(z)={\bar {z}}} (komplexkonjugatet av z).

Enligt en sats ur komplexa analysen har varje analytisk funktion också analytisk derivata. Det medför att om en funktion har en derivata har den oändligt många derivator och kan utvecklas i potensserie i en öppen mängd kring alla punkter i definitionsmängden. Löst uttryckt innebär detta att analytiska funktioner med nödvändighet "uppför sig väl". Jämför med det reella fallet, där högre ordningars derivator inte behöver existera, även om en funktion är deriverbar.:209
Varje analytisk funktion uppfyller Cauchy-Riemanns ekvationer.:73
De enda hela begränsade funktionerna är enligt Liouvilles sats de konstanta funktionerna. Detta leder till ett koncist bevis för den viktiga algebrans fundamentalsats.:215-216
Analytiska funktioner uppfyller Cauchys integralsats.:187 Genom att betrakta "nästan" analytiska funktioner kan man visa Cauchys integralformel som är ett kraftfullt verktyg för beräkning av vissa integraler (exempelvis Fouriertransformen) vilket är svårt med andra metoder.:204 Teorin har även kopplingar till icke-euklidisk geometri, särskilt via Möbiusavbildningar och konforma avbildningar.
En teoretiskt mycket viktig egenskap, och ett av de elegantaste resultaten i hela teorin för analytiska funktioner av en komplex variabel, ges av Riemanns avbildningssats, som innebär att varje öppen enkelt sammanhängande mängd, skild från hela komplexa talplanet ℂ kan avbildas konformt till det inre av enhetscirkeln.:380-381 Det betyder till exempel att man i princip alltid kan lösa Laplaces ekvation i ℂ och ℝ2. 
I modern forskning studerar man även komplex analys i flera variabler där teorin skiljer sig åt betydligt jämfört med komplex analys i en variabel.[källa behövs]

## Cauchy-Riemanns ekvationer
Om f är en analytisk funktion i en mängd Ω där punkten z=a+ib ingår kan vi låta u respektive v vara real- respektive imaginärdel för f, alltså f(z)=u(z)+iv(z). Vi kan dessutom betrakta f som en funktion på {\displaystyle \mathbb {R} ^{2}}, f(x,y)=u(x,y)+iv(x,y) där u och v alltså är reellvärda funktioner. Genom att nu betrakta gränsvärdet i derivatan för reella h, och om vi låter z=a+ib, får vi alltså
{\displaystyle f'(z)=\lim _{h\to 0}{\frac {f(z+h)-f(z)}{h}}=\lim _{h\to 0}{\frac {u(a+h,b)+iv(a+h,b)-u(a,b)-iv(a,b)}{h}}=\lim _{h\to 0}{\frac {u(a+h,b)-u(a,b)}{h}}+i{\frac {v(a+h,b)-v(a,b)}{h}}={\frac {\partial {}u}{\partial {}x}}(a,b)+i{\frac {\partial {}v}{\partial {}x}}(a,b)}.
Vi får vidare genom att endast betrakta gränsvärden längs imaginära axeln  att
{\displaystyle f'(z)=\lim _{h\to 0}{\frac {f(z+ih)-f(z)}{ih}}=\lim _{h\to 0}{\frac {u(a,b+h)+iv(a,b+h)-u(a,b)-iv(a,b)}{ih}}=\lim _{h\to 0}{\frac {u(a,y+h)-u(a,b)}{ih}}+i{\frac {v(a,b+h)-v(a,b)}{ih}}=-i{\frac {\partial {}u}{\partial {}y}}(a,b)+{\frac {\partial {}v}{\partial {}y}}(a,b)}.
Eftersom f är analytisk i z så är gränsvärdena oberoende av riktning får vi dessutom samma gränsvärde om vi går längs den reella axeln och den imaginära, alltså
{\displaystyle {\frac {\partial {}u}{\partial {}x}}(a,b)+i{\frac {\partial {}v}{\partial {}x}}(a,b)=-i{\frac {\partial {}u}{\partial {}y}}(a,b)+{\frac {\partial {}v}{\partial {}y}}(a,b)}.
Eftersom u och v är reellvärda, och eftersom real- och imaginärdel i likheten ovan måste vara lika, får vi
{\displaystyle {\frac {\partial {}u}{\partial {}x}}(a,b)={\frac {\partial {}v}{\partial {}y}}(a,b)}
{\displaystyle {\frac {\partial {}v}{\partial {}x}}(a,b)=-{\frac {\partial {}u}{\partial {}y}}(a,b)}.
Ekvationerna brukar oftast skrivas enklare som
{\displaystyle {\frac {\partial {}u}{\partial {}x}}={\frac {\partial {}v}{\partial {}y}}}
{\displaystyle {\frac {\partial {}v}{\partial {}x}}=-{\frac {\partial {}u}{\partial {}y}}}
för alla {\displaystyle z\in {}\Omega }.
Om vi nu betraktar 
{\displaystyle f(z)={\bar {z}}:\mathbb {C} \rightarrow {}\mathbb {C} }
får vi f(x+iy) =x-iy och alltså u(x,y)=x  och v(x,y)=-y. Partiell derivering ger nu att 
{\displaystyle {\frac {\partial {}u}{\partial {}x}}=1,\ {\frac {\partial {}u}{\partial {}y}}=0,\ {\frac {\partial {}v}{\partial {}x}}=0,\ {\frac {\partial {}v}{\partial {}y}}=-1}
vilket inte uppfyller ekvationerna ovan. Vi vet nu alltså att f inte är analytisk på något öppet delområde av {\displaystyle \mathbb {C} }.
Om vi dessutom kräver att de partiella derivatorna är kontinuerliga, är det även möjligt att visa motsatsen, det vill säga att om de partiella derivatorna existerar i ett öppet område och uppfyller Cauchy-Riemanns ekvationer, så är f analytisk i detta område.